# Альта (река)
Альта (укр. Альта) — река в Украине, правый приток реки Трубеж, протекающий по Броварскому, Бориспольскому районам (Киевская область).

## Упоминание в летописях
Считается местом убийства в 1015 году князя Бориса своим братом Святополком Окаянным, хотя Летская божница, построенная Владимиром Мономахом в честь Бориса и Глеба, находилась у истока Ильтицы. 
В 1019 году в битве на Альте Ярославом Мудрым был окончательно разбит Святополк Окаянный. В 1068 году в битве на Альте половцами были разбиты дружины троих Ярославичей.
1015. Когда Борис уже возвратился с войском назад, не найдя печенегов, пришла к нему весть: "Отец у тебя умер". И плакался по отце горько, потому что любим был отцом больше всех, и остановился, дойдя до Альты...Посланные же пришли на Альту ночью, и когда подступили ближе, то услыхали, что Борис поёт заутреню, так как пришла ему уже весть, что собираются погубить его.
1019. Пришёл Святополк с печенегами в силе грозной, и Ярослав собрал множество воинов и вышел против него на Альту...двинулись противники друг на друга, и покрыло поле Альтинское множество воинов.

## География
Длина — 41 км. Площадь бассейна — 492 км². Является магистральным каналом и служит водоприёмником осушительной системы. 
Русло в среднем течении (длиной 10 км) выпрямлено в канал (канализировано), в верховье пересыхает, в нижнем течении шириной до 5 м. В нижнем течении на реке создан каскад прудов. 
Река берёт начало западнее села Веселиновка. Река течёт на юго-восток. Впадает в реку Трубеж (на 11-м км от её устья) в городе Переяслав — между Летописной и Успенской улицами.
Долина в среднем и нижнем течении трапециевидная, шириной до 2 км. Пойма в верховье местами заболоченная, шириной в нижнем течении до 300 м. Питание — подземные воды и атмосферные осадки. Ледостав длится с середины декабря до середины марта. Экологической состояние реки вследствие хозяйственного и бытового загрязнения, которое постоянно растёт, ухудшается. Это обусловливает снижение качества воды, усиление деградации реки и угрожает ее полным исчезновением. 
Притоки: нет крупных

## Населённые пункты
Населённые пункты на реке (от истока к устью):
Броварский район
1. Подолье

Бориспольский район
1. Мазинки
2. Харьковцы
3. Демьянцы
4. Переяслав